# Never Ending Tour 1993
Never Ending Tour 1993 es el sexto año de la gira Never Ending Tour, una gira musical del músico estadounidense Bob Dylan realizada de forma casi ininterrumpida desde el 7 de junio de 1988.

## Trasfondo
El sexto año de la gira Never Ending Tour comenzó el 5 de febrero en Dublín (Irlanda). Dos días después, Dylan comenzó una residencia de seis conciertos en el Hammersmith Apollo de Londres (Reino Unido). La etapa culminó el 25 de febrero con un concierto en el Maysfield Leisure Centre, en Irlanda.
A continuación, Dylan viajó a Norteamérica para ofrecer nueve conciertos en los Estados Unidos. La etapa culminó con la participación de Dylan en el New Orleans Jazz & Heritage Festival.
El 12 de junio, Dylan volvió a Europa con un concierto en el Fleadh Festival de Londres. A continuación, viajó a Israel, donde ofreció tres conciertos antes de volver a Atenas (Grecia), con dos conciertos en el Mount Lycabettus. Poco después, Dylan ofreció tres conciertos en Italia, dos en Francia, seis en España, uno en Irlanda y dos en Portugal, antes de finalizar la etapa de la gira el 17 de julio en Berna, Suiza.
A finales de verano, Dylan volvió a Norteamérica para tocar treinta y un conciertos junto a Carlos Santana. La gira ofreció conciertos en veintinueve ciudades de cincuenta estados, así como en dos provincias canadienses. Los días 16 y 17 de noviembre, Dylan realizó cuatro conciertos en acústico en el Supper Club de Nueva York. La gira finalizó tras ofrecer un total de ochenta conciertos, el año con menos conciertos del Never Ending Tour.

## Fechas
| #                                | Fecha                | Ciudad                   | País           | Escenario                              | Entradas vendidas/disponibles | Taquilla |
| -------------------------------- | -------------------- | ------------------------ | -------------- | -------------------------------------- | ----------------------------- | -------- |
| Don't Let Your Deal Go Down Tour |                      |                          |                |                                        |                               |          |
| 1                                | 5 de febrero         | Dublín                   | Irlanda        | Point Depot                            | —                             | —        |
| 2                                | 7 de febrero         | Londres                  | Reino Unido    | Hammersmith Apollo                     | —                             | —        |
| 3                                | 8 de febrero         | Londres                  | Reino Unido    | Hammersmith Apollo                     | —                             | —        |
| 4                                | 9 de febrero         | Londres                  | Reino Unido    | Hammersmith Apollo                     | —                             | —        |
| 5                                | 11 de febrero        | Londres                  | Reino Unido    | Hammersmith Apollo                     | —                             | —        |
| 6                                | 12 de febrero        | Londres                  | Reino Unido    | Hammersmith Apollo                     | —                             | —        |
| 7                                | 13 de febrero        | Londres                  | Reino Unido    | Hammersmith Apollo                     | —                             | —        |
| 8                                | 15 de febrero        | Utrecht                  | Países Bajos   | Muziekcentrum Vredenburg               | —                             | —        |
| 9                                | 16 de febrero        | Utrecht                  | Países Bajos   | Muziekcentrum Vredenburg               | —                             | —        |
| 10                               | 17 de febrero        | Eindhoven                | Países Bajos   | Muziekgebouw Frits Philips             | —                             | —        |
| 11                               | 18 de febrero        | Hannover                 | Alemania       | Musikhalle Hanover                     | —                             | —        |
| 12                               | 20 de febrero        | Wiesbaden                | Alemania       | Rhein-Main-Hallen                      | —                             | —        |
| 13                               | 21 de febrero        | Kirchberg                | Luxemburgo     | Centre Sportif                         | —                             | —        |
| 14                               | 23 de febrero        | París                    | Francia        | Zénith de Paris                        | —                             | —        |
| 15                               | 25 de febrero        | Belfast                  | Reino Unido    | Maysfield Leisure Centre               | —                             | —        |
| Norteamérica                     |                      |                          |                |                                        |                               |          |
| 16                               | 12 de abril          | Louisville               | Estados Unidos | The Kentucky Center                    | —                             | —        |
| 17                               | 13 de abril          | Nashville                | Estados Unidos | Tennessee Performing Arts Center       | —                             | —        |
| 18                               | 14 de abril          | Nashville                | Estados Unidos | Tennessee Performing Arts Center       | —                             | —        |
| 19                               | 16 de abril          | Radford                  | Estados Unidos | Dedmon Center                          | —                             | —        |
| 20                               | 17 de abril          | Knoxville                | Estados Unidos | James White Civic Coliseum             | —                             | —        |
| 21                               | 18 de abril          | Asheville                | Estados Unidos | Asheville Civic Center                 | —                             | —        |
| 22                               | 19 de abril          | Huntsville               | Estados Unidos | Huntsville Convention Center           | —                             | —        |
| 23                               | 21 de abril          | Monroe                   | Estados Unidos | Monroe Civic Center                    | —                             | —        |
| 24                               | 23 de abril          | Nueva Orleans            | Estados Unidos | Fair Grounds Race Course               | —                             | —        |
| Europa                           |                      |                          |                |                                        |                               |          |
| 25                               | 12 de junio          | Londres                  | Reino Unido    | Finsbury Park                          | —                             | —        |
| Oriente Próximo                  |                      |                          |                |                                        |                               |          |
| 26                               | 17 de junio          | Tel Aviv                 | Israel         | The Culture Palace                     | —                             | —        |
| 27                               | 19 de junio          | Beersheba                | Israel         | Amphitheater Dmoi                      | —                             | —        |
| 28                               | 20 de junio          | Haifa                    | Israel         | Puerto de Haifa                        | —                             | —        |
| Europa                           |                      |                          |                |                                        |                               |          |
| 29                               | 22 de junio          | Atenas                   | Grecia         | Theatron Lykavitou                     | —                             | —        |
| 30                               | 23 de junio          | Atenas                   | Grecia         | Theatron Lykavitou                     | —                             | —        |
| 31                               | 25 de junio          | Nápoles                  | Italia         | Teatro di San Carlo                    | —                             | —        |
| 32                               | 26 de junio          | Pisa                     | Italia         | Campo Sportivo Abetone                 | —                             | —        |
| 33                               | 27 de junio          | Milán                    | Italia         | Palatrussardi                          | —                             | —        |
| 34                               | 29 de junio          | Marsella                 | Francia        | Palais des sports de Marseille         | —                             | —        |
| 35                               | 30 de junio          | Toulouse                 | Francia        | Palais des sports André-Brouat         | —                             | —        |
| 36                               | 1 de julio           | Barcelona                | España         | Pueblo Español                         | —                             | —        |
| 37                               | 2 de julio           | La Victoria              | España         | Iglesia Pabellón de La Victoria        | —                             | —        |
| 38                               | 4 de julio           | Waterford                | Irlanda        | Tramore Racecourse                     | —                             | —        |
| 39                               | 6 de julio           | Huesca                   | España         | Plaza de Toros                         | —                             | —        |
| 40                               | 8 de julio           | Huesca                   | España         | Plaza de Toros                         | —                             | —        |
| 41                               | 9 de julio           | La Coruña                | España         | Estadio Riazor                         | —                             | —        |
| 42                               | 10 de julio          | Oporto                   | Portugal       | Coliseu do Porto                       | —                             | —        |
| 43                               | 12 de julio          | Mérida                   | España         | Teatro Romano                          | —                             | —        |
| 44                               | 13 de julio          | Cascais                  | Portugal       | Dramático Cascais                      | —                             | —        |
| 45                               | 17 de julio          | Berna                    | Suiza          | Gurten                                 | —                             | —        |
| Norteamérica                     |                      |                          |                |                                        |                               |          |
| 46                               | 20 de agosto         | Portland                 | Estados Unidos | Portland Memorial Coliseum             | —                             | —        |
| 47                               | 21 de agosto         | Seattle                  | Estados Unidos | Seattle Memorial Stadium               | —                             | —        |
| 48                               | 22 de agosto         | Vancouver                | Canadá         | Pacific Coliseum                       | —                             | —        |
| 49                               | 25 de agosto         | Greenwood Village        | Estados Unidos | Fiddler's Green Amphitheatre           | —                             | —        |
| 50                               | 27 de agosto         | Falcon Heights           | Estados Unidos | Minnesota State Fairgrounds            | —                             | —        |
| 51                               | 28 de agosto         | Milwaukee                | Estados Unidos | Marcus Amphitheater                    | —                             | —        |
| 52                               | 29 de agosto         | Tinley Park              | Estados Unidos | World of Music                         | —                             | —        |
| 53                               | 31 de agosto de 1993 | Clarkston                | Estados Unidos | Pine Knob Music Theater                | —                             | —        |
| 54                               | 2 de septiembre      | Toronto                  | Canadá         | Exhibition Stadium                     | —                             | —        |
| 55                               | 3 de septiembre      | Corfu                    | Estados Unidos | Darien Lake Performing Arts Center     | —                             | —        |
| 56                               | 4 de septiembre      | Saratoga Springs         | Estados Unidos | Saratoga Performing Arts Center        | —                             | —        |
| 57                               | 5 de septiembre      | Scranton                 | Estados Unidos | Montage Mountain                       | —                             | —        |
| 58                               | 8 de septiembre      | Vienna                   | Estados Unidos | Wolf Trap Park for the Performing Arts | —                             | —        |
| 59                               | 9 de septiembre      | Vienna                   | Estados Unidos | Wolf Trap Park for the Performing Arts | —                             | —        |
| 60                               | 10 de septiembre     | Wantagh                  | Estados Unidos | Jones Beach Theater                    | —                             | —        |
| 61                               | 11 de septiembre     | Wantagh                  | Estados Unidos | Jones Beach Theater                    | —                             | —        |
| 62                               | 12 de septiembre     | Mansfield                | Estados Unidos | Woods Performing Arts Center           | —                             | —        |
| 63                               | 14 de septiembre     | Holmdel                  | Estados Unidos | Garden State Arts Center               | —                             | —        |
| 64                               | 17 de septiembre     | Charlotte                | Estados Unidos | Blockbuster Pavilion                   | —                             | —        |
| 65                               | 18 de septiembre     | Atlanta                  | Estados Unidos | Chastain Park Amphitheater             | —                             | —        |
| 66                               | 19 de septiembre     | Raleigh                  | Estados Unidos | Walnut Creek Amphitheatre              | —                             | —        |
| 67                               | 21 de septiembre     | Tampa                    | Estados Unidos | Sun Dome                               | —                             | —        |
| 68                               | 22 de septiembre     | Miami                    | Estados Unidos | James L. Knight Center                 | —                             | —        |
| 69                               | 23 de septiembre     | West Palm Beach          | Estados Unidos | West Palm Beach Convention Center      | —                             | —        |
| 70                               | 1 de octubre         | Costa Mesa               | Estados Unidos | Pacific Amphitheatre                   | —                             | —        |
| 71                               | 2 de octubre         | Los Ángeles (California) | Estados Unidos | Hollywood Bowl                         | —                             | —        |
| 72                               | 3 de octubre         | San Diego                | Estados Unidos | San Diego Sports Arena                 | —                             | —        |
| 73                               | 5 de octubre         | San Bernardino           | Estados Unidos | Blockbuster Pavilion                   | —                             | —        |
| 74                               | 7 de octubre         | Concord                  | Estados Unidos | Concord Pavilion                       | —                             | —        |
| 75                               | 8 de octubre         | Sacramento               | Estados Unidos | Cal Expo Amphitheatre                  | —                             | —        |
| 76                               | 9 de octubre         | Mountain View            | Estados Unidos | Shoreline Amphitheatre                 | —                             | —        |